# زبان فارسی در عراق
زبان فارسی از دیر باز حضوری محسوس در عراق داشته‌است. در دوره‌های مختلف تاریخی می‌توان رد پای زبان فارسی را در سرزمینی که امروزه عراق خوانده می‌شود یافت. در دوره هخامنشیان و ساسانیان عراق بخشی از ایران بود و زبان فارسی کهن در آن‌جا رایج بود. شاید بسیاری ندانند که کمتر از یکصد سال پیش زبان فارسی در بغداد در کنار ترکی و عربی، یکی از سه زبان اصلی بود که حتی نشریاتی به زبان فارسی یا مشترک عربی – فارسی یا ترکی – فارسی در پایتخت عراق منتشر می‌شد. مسلط بودن و آشنایی به زبان فارسی از نشانه‌های فرهیختگی در عراق در آن برهه به شمار می‌رفت تا جایی که فرهیختگان بزرگی امثال 'علی الوردی' جامعه‌شناس معروف عراقی، 'عبدالرزاق الحسنی' پدر تاریخ عراق، 'عباس العزاوی' مورخ و بوم‌شناس عراقی به زبان فارسی مسلط بودند و در کتاب‌های خود همواره از منابع فارسی بهره می‌بردند. شاعر بزرگ جمیل صدیق الزهاوی یا شاعر و مقام خوان معروف عراقی 'ملا عثمان الموصلی' که به سه زبان، عربی، فارسی و ترکی شعر می‌سرودند و مقام خوانی می‌کردند. هنوز در زبان محاوره ای عربی مردم عراق، انبوهی از واژگان فارسی به عنوان میراثی از آن دوره طلایی زبان فارسی در عراق وجود دارند که بعضاً نسل جدید ریشه این واژگان را نمی‌داند که فارسی است و فقط از طریق انتقال سینه به سینه به او رسیده است.
زبان فارسی در اوائل قرن بیستم علاوه بر این که در بین عامه مردم برای ارتباطات روزانه، کاربرد ابزاری داشت. در عین حال در سطوح فرهیختگان و سیاسیون این کشور به چشم زبانی علمی و وزین نگاه می‌شد. برخی از سیاسیون عراق در جریان مذاکرات و تعاملات خود با استعمار انگلیس بعد از اشغال عراق در ۱۹۱۷، در پاره ای موارد که نمی‌خواستند، طرف انگلیسی از سخنان آن‌ها مطلع شوند، بین خود با زبان فارسی سخن می‌گفتند. جالب توجه اینکه تمامی نشریاتی که در عراق بعد از ۱۹۰۸ (اعلام مشروطه در ترکیه) در بغداد منتشر شدند، زبان مورد استفاده در نگارش اخبار و گزارش‌ها ترکیبی از سه زبان عربی، فارسی و ترکی بود و هنوز صداهای خوانندگانی که از آن دوره ضبط شده و در اشعار خود همزمان از واژگان عربی، فارسی و ترکی بهره برده‌اند، در خانه‌ها شنیده می‌شود.

## پیشینه
فارسی میانه و امروزی را بیشتر شیعیان در عراق رایج کردند اما اقوام دیگری از غرب ایران نیز به عراق مهاجرت کرده لرهای فیلی و ایزدی‌ها به زبان فارسی بسیار نزدیک هستند. در دوره صفوی و با رسمی شدن مذهب شیعه در ایران و گسترش این مذهب در میان ایرانیان کاروان‌های زائران ایرانی برای زیارت اماکن مقدس شیعیان به عراق که در آن زمان ایالتی وابسته به امپراتوری عثمانی بود سرازیر شدند.
بسیاری از زائران ایرانی که به زیارت امامان شیعه در عراق می‌رفتند در همان دیار سکنی می‌گزیدند و دیگر به ایران بازنمی‌گشتند.
در دوره کشمکش‌ها و جنگ‌های میان دو دولت عثمانی و صفوی شهرهای مقدس در عراق و حتی بغداد برای مدتی به دست صفویان افتاد تا حضور زبان فارسی بیش از پیش در عراق ملموس شود.
از سوی دیگر با فروپاشی حکومت صفوی در قرن هجدهم میلادی بسیاری از علمای شیعه از اصفهان به کربلا و سپس نجف مهاجرت کردند. رونق گرفتن حوزه علمیه نجف و سرازیر شدن طلاب ایرانی به عراق باعث شد که حضور زبان فارسی باز هم پررنگ‌تر شود.
حضور طلاب و حتی مراجع ایرانی تبار و تأثیر زیاد بر جامعه عراق تا به امروز نیز ادامه دارد به طوری که آیت‌الله علی سیستانی که متولد مشهد است هم‌اکنون به عنوان مرجع اعلی در عراق شناخته می‌شود.
به دلیل در اقلیت بودن فارسی زبانان در این شهرها و همچنین به دلیل مقدس بودن زبان عربی به عنوان زبان قرآن و اهمیت این زبان در تحصیلات حوزوی فارسی هیچگاه به زبان اول این مناطق تبدیل نشد ولی حضور واژگان و اصطلاحات فراوان فارسی در لهجه عراقی بیانگر تأثیر چند صد ساله زبان فارسی در این مناطق است.
مردمانی که برای تجارت با عراق ارتباط داشتند بیشتر از طایفه‌های کرد «فیلی» بودند و به زبان کردی سخن می‌گفتند به دلیل مسافت نزدیک ایلام و کرمانشاه به بغداد در مقایسه با تهران برای پیدا کردن کار به پایتخت عراق مهاجرت می‌کردند و در آنجا مشغول کار می‌شدند.

## دوره معاصر
با تأسیس دولت جدید در عراق در سال ۱۹۲۱ و همچنین با جدی شدن قانون شناسنامه رفت‌وآمد ایرانیان در عراق شکل و شمایل دیگری به خود گرفت و اندکی محدودتر شد اما حضور طلاب علوم دینی در حوزه نجف همچنان ادامه داشت.
در دوره صدام بسیاری از خانواده‌ها به اتهام داشتن فرهنگی ایرانی و به اتهام فارسی بودن از عراق اخراج شدند. در این دوران صحبت کردن به زبان فارسی تبدیل به تابو شد و بسیاری از خانواده‌های فارسی زبان که از موج‌های تبعید در امان مانده بودند، هویت اصلی خود را پنهان می‌کردند تا مجبور به تبعید و آوارگی نشوند.
همچنین قلع و قمع مخالفان حکومت در دوره صدام باعث شد تا بسیاری از آن‌ها که کرد و به خصوص از اعراب شیعه بودند به ایران پناه بیاورند. بسیاری از آن‌ها پس از سال‌ها سکونت در ایران اکنون به عراق بازگشته‌اند و پست‌های کلیدی این کشور را به دست گرفته‌اند. جلال طالبانی رئیس جمهور عراق و عمار حکیم رئیس مجلس اعلای اسلامی عراق از شاخص‌ترین چهره‌های سیاسی عراق‌اند که به زبان فارسی می‌توانند تکلم کنند.
برگشت کردهای عراق به هویت کردی و آشنایی با زبان و فرهنگ و ریشه‌های ملت کرد باعث به وجود آمدن علاقه به زبان فارسی به عنوان زبانی هم خانواده و نزدیک به زبان کردی در میان این قشر شده‌است. از این روست که امروزه بسیاری از کردها در عراق و به خصوص قشرها تحصیل کرده این توانایی و دانش را دارند که با زبان فارسی تعامل کنند. در سرشماری‌های اکنون یک درصد مردم عراق خود را فارس زبان معرفی کرده‌اند.